# Цефеиды II типа

Диаграмма Герцшпрунга — Рассела, показывающая положение цефеид II типа в полосе нестабильности

Цефеиды II типа (лат. type II Cepheids) — переменные звёзды, пульсирующие с периодами от 1 до 50 суток. Являются представителями населения II типа: старые, обычно малометалличные и маломассивные объекты.
Как и все цефеиды, цефеиды II типа обладают связью между светимостью и периодом пульсации, что позволяет использовать данные объекты как стандартные свечи для определения расстояния.
Цефеиды II типа с более длинными периодами пульсации более яркие, их обнаружили и за пределами Местной группы в галактиках NGC 5128 и NGC 4258.

## Классификация

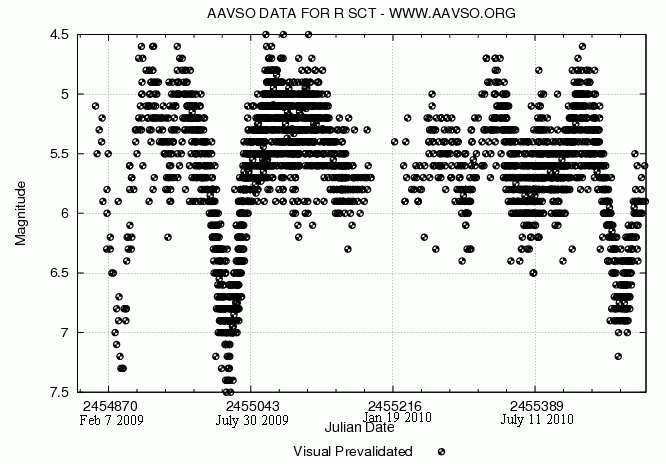
Кривая блеска R Щита (AAVSO)

Исторически цефеиды II типа назывались переменными типа W Девы, но в настоящее время их делят на три подкласса на основе длительности периода. Звёзды с периодами от 1 до 4 дней называют переменными типа BL Геркулеса, с периодами 10–20 называют переменными типа W Девы. Звёзды с периодами более 20 дней, у которых обычно чередуются глубокий и мелкие минимумы, принадлежат к переменным типа RV Тельца. Такие переменные обычно характеризуются формальным периодом от глубокого минимума до глубокого минимума, составляющего около 40 дней или больше. 
Деление между подклассами не всегда чёткое и согласованное. Например, граница между переменными типа BL Геркулеса и типа W Девы в разных источниках проходит от 4 до 10 дней, фиксированного значения нет. Переменные типа RV Тельца могут не обладать хорошо различимыми чередующимися минимумами, а у некоторых переменных типа W Девы они могут наблюдаться. Тем не менее, считается, что эти подклассы представляют собой различные этапы эволюции, при этом звёзды типа BL Геркулеса осуществляют горение гелия и удаляются от горизонтальной ветви к асимптотической ветви гигантов, звёзды типа W Девы осуществляют горение водорода или гелия в слое и находятся на голубой петле диаграммы Герцшпрунга — Рассела, звёзды типа RV являются объектами на стадии после асимптотической ветви гигантов и близки к завершению ядерных реакций.
Переменные типа RV Тельца часто обладают неправильными кривыми блеска с медленными вариациями блеска в максимумах и минимумах, периоде и интервалах; иногда поведение становится хаотическим. Звезда R Щита обладает одной из наиболее неправильных кривых блеска.

## Свойства
Физические свойства всех цефеид II типа известны довольно плохо. Например, предполагается, что они обладают массами около или ниже массы Солнца, но есть лишь несколько примеров  с надёжно установленными массами.

## Связь периода и светимости
Цефеиды II типа слабее классических цефеид того же периода примерно на 1,6 звёздной величины. Цефеиды также используются для определения расстояний до центра Галактик, шаровых скоплений и галактик.

## Примеры
Цефеиды II типа не так хорошо известны, как цефеиды I типа; невооружённым глазом видно всего несколько таких звёзд. В представленном ниже списке период, указанный для звёзд типа RV Тельца, является интервалом между последовательными глубокими минимумами, то есть это удвоенный период по сравнению с другими подтипами.
| Обозначение (название) | Созвездие         | Максимум блеска (mv) | Минимум блеска (mv) | Интервал зв. величин | Период        | Спектральный класс | Подтип       | Комментарий            |
| ---------------------- | ----------------- | -------------------- | ------------------- | -------------------- | ------------- | ------------------ | ------------ | ---------------------- |
| RU Жирафа              | Жираф             | 8,1                  | 9,79                | 1,61                 | 22 сут        | C0,1-C3,2e(K0-R0)  | W Девы       | углеродная звезда      |
| Каппа Павлина          | Павлин            | 3,91                 | 4,78                | 0,87                 | 9,09423 сут   | F5-G5I-II          | W Девы       | ярчайший представитель |
| R Щита                 | Щит               | 4,2                  | 8,6                 | 4,4                  | 146,5 сут     | G0Iae-K2p(M3)Ibe   | RV Тельца    | ярчайший представитель |
| RV Тельца              | Телец             | 9,5                  | 13,5                | 4,0                  | 78,5 сут      | G2eIa-M2Ia         | RV Тельца    | прототип               |
| RT Южного Треугольника | Южный Треугольник | 9,43                 | 10,18               | 0,35                 | 1,9461124 сут | F8:(R)-G2I-II      | BL Геркулеса | углеродная звезда      |
| AL Девы                | Дева              | 9,10                 | 9,92                | 0,82                 | 10,3065 сут   | F0-F8              | W Девы       |                        |
| W Девы                 | Дева              | 9,46                 | 10,75               | 0,87                 | 17,2736 сут   | F0Ib-G0Ib          | W Девы       | прототип               |